# Kornél Havasi
Kornél Havasi (Budapest, 10 gennaio 1892 – Bruck an der Leitha, 15 gennaio 1945) è stato uno scacchista ungherese.
Principali risultati:
- 1911:   1º a Budapest
- 1917:   4º-5º a Budapest (vinse Gyula Breyer)
- 1920:   1º-2º a Budapest
- 1922:   vince il Campionato ungherese a Budapest
- 1929:   1º nel torneo di Mezőkövesd
- 1929:   7º-8º nel Torneo di Budapest (vinse Capablanca)
- 1931:   4º nel campionato ungherese (vinse Lajos Steiner)
- 1935:   5º a Tatatovaros (vinse László Szabó)
- 1938:   3º-4º a Milano con Vincenzo Castaldi (vinsero Eliskases e Monticelli con 8/11)[1]

Havasi partecipò con l'Ungheria a 7 olimpiadi degli scacchi dal 1927 al 1937, ottenendo complessivamente + 43 –11 =36  (67,8 %). Vinse due medaglie d'oro di squadra (1927 e 1928), due medaglie d'argento di squadra (1930 e 1937) e una medaglia d'argento individuale in terza scacchiera (1935).
Durante la seconda guerra mondiale fu rinchiuso dai nazisti in un campo di lavoro forzato di Bruck an der Leitha in Austria. Vi morì il 15 gennaio 1945 all'età di 53 anni.